# معهد البيانات المفتوحة
معهد البيانات المفتوحة (في اللغة الإنجليزية: Open Data Institute) هو شركة خاصة غير ربحية مقرها في المملكة المتحدة. تأسست من قبل السير تيم بيرنرز لي والسير نايجل شادبولت في عام 2012 ، وتتمثل مهمة المعهد في توصيل وتجهيز وإلهام الناس في جميع أنحاء العالم للابتكار باستخدام البيانات.
تضم الشبكة العالمية للمعهد الأفراد والشركات والشركات الناشئة والمبتكرين والمتعاونين والحكومات الذين يساعدون في تحقيق المهمة.

## التعلم
يوفر معهد البيانات المفتوحة دورات تدريبية داخلية وعبر الإنترنت مجانية ومدفوعة الأجر. تغطي دورات المعهد المواد التعليمية النظرية والممارسة العملية المتعلقة بنشر البيانات واستخدامها، بدأ من المقدمات العامة التمهيدية إلى الدورات التدريبية لمجالات ومواضيع محددة.
تغطي «محاضرات وقت الغداء يوم الجمعة» الخاصة بالمعهد موضوعًا مختلفًا كل أسبوع يحيط بعلم الاتصالات وتطبيقات البيانات، وعادةً ما تكون المحاضرة من قبل متحدث خارجي.

## موضوعات المعهد
من أجل جلب فوائد البيانات المفتوحة إلى مجالات محددة من المجتمع والصناعة، يركز المعهد الكثير من أبحاثه ومنشوراته ومشاريعه حول مواضيع وقطاعات محددة.

### البنية التحتية للبيانات
منذ إنشائها في عام 2012 ، دافع المعهد عن فكرة البيانات المفتوحة باعتبارها منفعة عامة، مؤكدة على الحاجة إلى نماذج حوكمة فعالة لحمايتها. في عام 2015 ، كان للمعهد دورًا أساسيًا في بدء مناقشة عالمية حول الحاجة إلى تحديد البنية التحتية للبيانات وتعزيزها. في ورقة بحثية بعنوان «من يملك البنية التحتية للبيانات الخاصة بنا»،  حيث تم نشرها في المؤتمر الدولي للبيانات المفتوحة في أوتاوا،  كشف المعهد كيف تبدو ملكية البيانات، وما يمكن أن نطلبه من أولئك الذين يديرون البيانات التي تعتبر أساسية في المجتمع الفاعل.
يقوم المعهد بتطوير تعريفات مشتركة لوصف كيفية استخدام البيانات عبر «معجم البيانات»،  وتصور «طيف البيانات» الذي يوضح كيفية ملاءمتها معًا عبر طيف البيانات المغلقة والمشتركة والمفتوحة. تشمل التعريفات في المعجم ما يلي:
البيانات المغلقة (لا يمكن الوصول إليها إلا من خلال موضوعها أو مالكها أو صاحبها)؛
البيانات التي تتم مشاركتها (مع الوصول المسمى - البيانات التي تتم مشاركتها فقط مع الأشخاص أو المؤسسات المحددة، والوصول المستند إلى المجموعة - البيانات المتوفرة لمجموعات محددة تستوفي معايير معينة، والوصول العام - البيانات المتاحة لأي شخص بموجب الشروط والشروط غير «المفتوحة»)؛ والبيانات المفتوحة (البيانات التي يمكن لأي شخص الوصول إليها واستخدامها ومشاركتها).
وفقًا للمعهد، لكي تُعتبر البيانات «مفتوحة»، يجب أن تكون متاحة، وهو ما يعني عادةً نشرها على شبكة الويب العالمية؛ تكون متاحة بتنسيق وصيغة يمكن قراءته آليًا ولديها ترخيص يسمح لأي شخص بالوصول إليها واستخدامها ومشاركتها - بشكل تجاري وغير تجاري.

### البيانات كثقافة
يشرك برنامج البيانات كثقافة في المعهد الفنانين لاستكشاف استخدام البيانات كمواد فنية، والتشكيك في آثارها العميقة والواسعة على الثقافة، وتحدي فهمنا لماهية البيانات وتأثيرها على الناس والمجتمع، واقتصادنا والأعمال والبيئة.
اختارت هانا ريدلر، المنسقة المشاركة في المعهد، عنوان «أنثروبولوجيا البيانات» باعتبارها موضوعًا للثقافة في الفترة من 2015 إلى 2016 ، مما يضع الأشخاص في قلب المناظر الطبيعية للبيانات الناشئة.

### التنمية العالمية
يروج المعهد للبيانات كأداة للتنمية العالمية، وتقديم برامج الدعم في البلدان النامية، وإجراء البحوث، والمساعدة في تطوير الممارسات والسياسات الموصى بها عند تطبيق البيانات المفتوحة على تحديات التنمية.
دعم المعهد قادة البيانات المفتوحة في الحكومات حول العالم لتعزيز الاقتصادات والابتكار والتأثير الاجتماعي والشفافية باستخدام البيانات المفتوحة. كجزء من شبكة البيانات المفتوحة من أجل التنمية،  بتمويل من المركز الدولي لأبحاث التنمية،  أنشأ المعهد شبكة قادة البيانات المفتوحة - وهي مساحة لتعلم الزملاء في مجال البيانات المفتوحة.
في عام 2015 ، عمل المعهد مع مبادرة البيانات المفتوحة في بوركينا فاسو،  حيث استخدموا البيانات المفتوحة لضمان وصول المواطنين إلى بيانات النتائج المفتوحة في الوقت الفعلي لانتخاباتهم الرئاسية الأكثر حرية ونزاهة في ما يقرب من ثلاثة عقود.

## قطاعات المعهد

### الامور المالية
يركز المعهد على تسليط الضوء على كيف يمكن للبيانات أن تعزز التكنولوجيا المالية والخدمات المصرفية وجلب فوائد واسعة للعملاء والهيئات التنظيمية والصناعة. كجزء من مجموعة عمل الخدمات المصرفية المفتوحة المشتركة بين الشركات والحكومة، أنشأ المعهد إطارًا لتصميم وتنفيذ معيار الخدمات المصرفية المفتوحة. حيث يسلط الضوء على كيفية تمتع عملاء البنوك بمزيد من التحكم في بياناتهم، وكيفية إنشاء بيئة تزيد من إعادة استخدام البيانات.
في «مشاركة البيانات والبيانات المفتوحة للبنوك»،  تقرير لمكتب الخزانة ومجلس الوزراء في المملكة المتحدة، يوضح كيف جعل المعهد الوصول إلى البيانات أكثر سهولة، ومشاركة بيانات المعاملات عبر واجهات برمجة التطبيقات المفتوحة، يمكن أن يحسن المنافسة وتجربة المستهلك في الخدمات المصرفية في المملكة المتحدة. يركز التقرير على التقنيات الرئيسية وكيف يمكنها دعم مشاركة البيانات عبر واجهات برمجة التطبيقات التي تحافظ على الخصوصية.
ركز تقرير المعهد لعام 2013 المعنون «أظهر لي المال» على سوق الإقراض من نظير إلى نظير في المملكة المتحدة، وكشف عن «الإقراض حسب المنطقة» باستخدام بيانات من منصات P2P.

### الزراعة والتغذية
من خلال البحث والمناقشة المفتوحة والفعاليات المرتكزة على القطاعات المختلفة، يقوم المعهد بتحديد التحديات والحلول والأولويات العالمية في تحسين الزراعة والتغذية بالبيانات المفتوحة.
«كيف يمكننا تحسين الزراعة والأغذية والتغذية بالبيانات المفتوحة؟»،  هو عنوان تقرير للمعهد المكتوب بالشراكة مع مبادرة البيانات العالمية المفتوحة للزراعة،  يعرض 14 حالة استخدام تُظهر استخدام البيانات المفتوحة في الزراعة وإنتاج الغذاء والاستهلاك.

### المدن المفتوحة
يدير المعهد دورة تدريبية حول البيانات المفتوحة للمدن الذكية،  ويعمل بشكل وثيق مع أعضاء المعهد ذوي الصلة لتسليط الضوء على الفرص للمخططين الحضريين ورجال الأعمال وسكان المدن لتطوير مدنهم.

## شبكة عالمية

### ألاعضاء
يشمل أعضاء المعهد منظمات وأفراد، من الشركات الكبيرة إلى الطلاب، الذين يستكشفون ويوضحون ويشاركون قيمة البيانات.
قام المعهد بتوسيع شبكته من الشركات والشركات الناشئة والمؤسسات الأكاديمية والأفراد من أكثر من 1300 في عام 2015 ، وأطلق عضوية الطلاب بما يتماشى مع هدفه للمساعدة في توفير خبرة بيانات مدى الحياة للشباب في جميع أنحاء العالم.
يلتزم أعضاء المعهد (سواء كانوا رعاة أو شركاء أو داعمين) بإطلاق العنان لقيمة البيانات، وهم مفتاح لتطوير الشبكة المهنية للمعهد في المملكة المتحدة وعلى الصعيد الدولي.
من ضمن الاعضاء الجدد في عام 2015 ، دويتشه بنك وأوكادو تكنولوجي وساب ومؤسسة بولمر.

### الشركات الناشئة
في كل عام، يدعو المعهد المتقدمين الجدد إلى برنامج بدء التشغيل الخاص به من أجل دعمهم لتطوير أعمال مستدامة، من تأسيس الفكرة إلى صناعة المنتج ثم النمو.
يتم تزويد الشركات الناشئة في المعهد بالتدريب والتوجيه من موجهين خارجيين ومساحات مكتبية مخصصة ودورات تدريبية مخفضة وإمكانية الوصول إلى أعضاء آخرين في شبكة المعهد العالمية للتواصل والتعلم من الأقران. يقوم المعهد بتقييم الشركات الناشئة للبرنامج بناءً على قوة فكرتهم وفريقهم، وفرصة السوق والتوقيت، والنطاق المحتمل، واستخدام البيانات المفتوحة، والتأثير المحتمل.
انضمت 30 شركة ناشئة من المعهد إلى البرنامج، الذي يوظف فيما بينها 185 شخصًا وحصل على أكثر من 10 ملايين جنيه إسترليني في العقود والاستثمارات.

## مجلس الإدارة والقيادة العليا
يقود المعهد:
- جيني تينيسون، الرئيس التنفيذي
- لويز بيرك، مدير المالية والامتثال
- تيم بيرنرز لي، الرئيس والمؤسس المشارك [27]
- نايجل شادبولت، رئيس مجلس الإدارة والمؤسس المشارك [27]
- روجر هامبسون، عضو مجلس إدارة
- مارثا لين فوكس، عضو مجلس إدارة
- مارتن تيسني، عضو مجلس إدارة
- نيلي كروس، عضو مجلس إدارة
- ريتشارد مارش، عضو مجلس إدارة

## التمويل
معهد البيانات المفتوحة هو جزء من منحة أساسية وجزء مدعوم بالدخل. تم التعهد بمبلغ 10 ملايين جنيه إسترليني من الأموال العامة من قبل مجلس إستراتيجية التكنولوجيا في المملكة المتحدة إلى مغعد البيانات المفتوحة في عام 2012 (2 مليون جنيه إسترليني سنويًا على مدار خمس سنوات). كما تم تأمين مبلغ إضافي قدره 4,850,000 دولار أمريكي من خلال شبكة اوميديار. يستمد المعهد دخل اضافي من التدريب والعضوية والبحث والتطوير والخدمات والمؤتمرات. في عام 2015 ، كان التوازن بين المنحة الأساسية والدخل حوالي 50:50.
يمكن العثور على مزيد من التفاصيل على لوحات المعلومات العامة الخاصة بالمعهد.